# Aşağıdere, Ulus
Aşağıdere là một xã thuộc huyện Ulus, tỉnh Bartın, Thổ Nhĩ Kỳ. Dân số thời điểm năm 2011 là 251 người.